# Dog de Bordeus

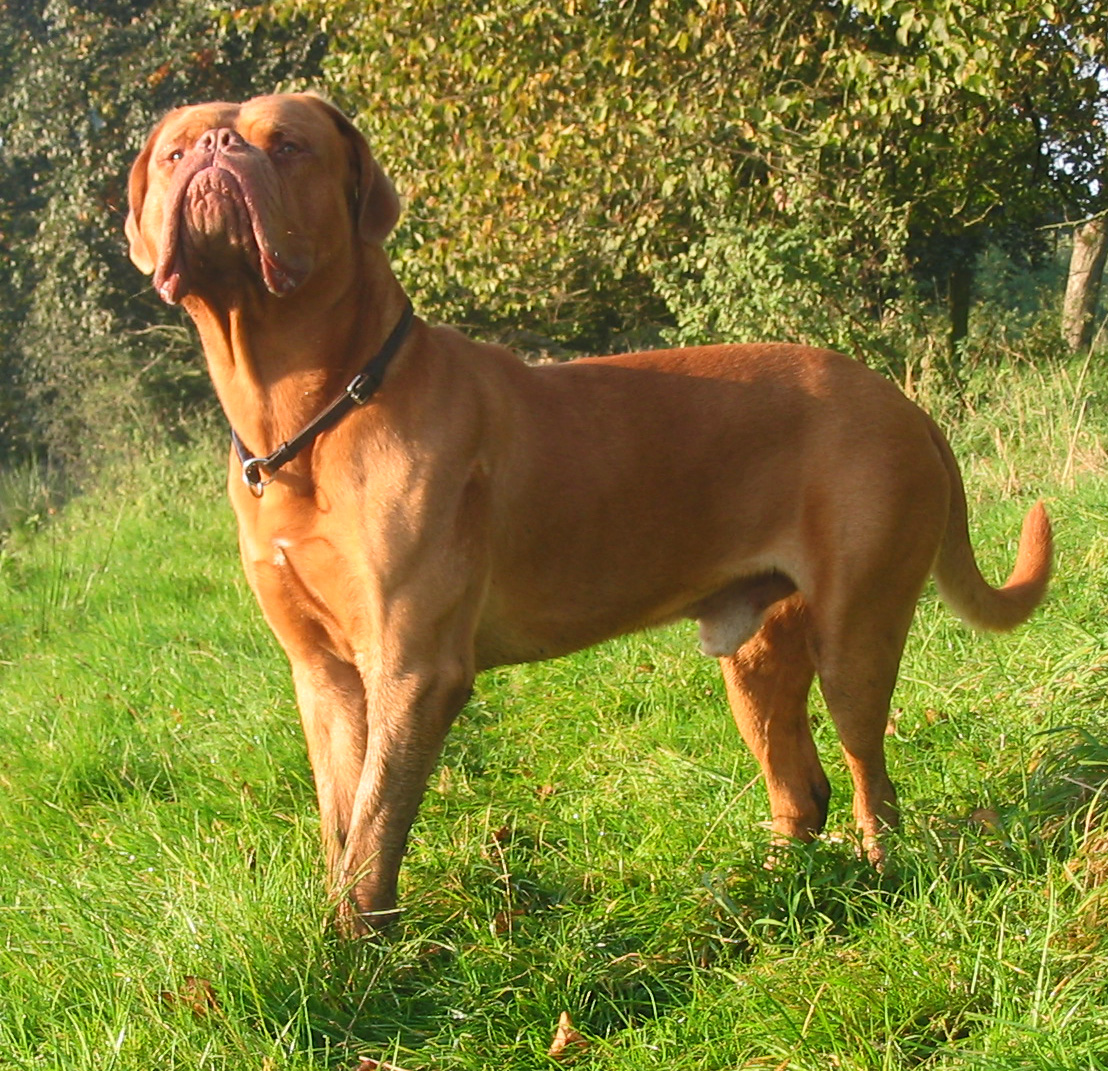
Dog de Bordeus

El dog de Bordeus és una raça de gos d'origen francès, forma part de la gran família dels mastins que tot i ser de grandària mitjana resulta ser un gos de gran força i potència, amb un caràcter ferm i decidit que el converteixen en un gran gos de guàrdia.
És una de les races franceses més antigues, provinent dels mastins orientals arribats a Europa amb les hordes bàrbares. En èpoques més properes, altres races han contribuït a la definició d'aquesta: el Mastiff, el bulldog anglès, i el dogo alemany. El resultat que s'ha obtingut és un gos de gran força i potència en detriment de l'agilitat i velocitat.
Antigament era també utilitzat per a la caça de grans animals i per als combats a amfiteatres romans. Posteriorment, una vegada que es van acabar les grans caceres i aquell tipus d'espectacles de circ, la seva popularitat va disminuir sensiblement, limitant-se la seva ocupació a custodiar les propietats.

## Característiques

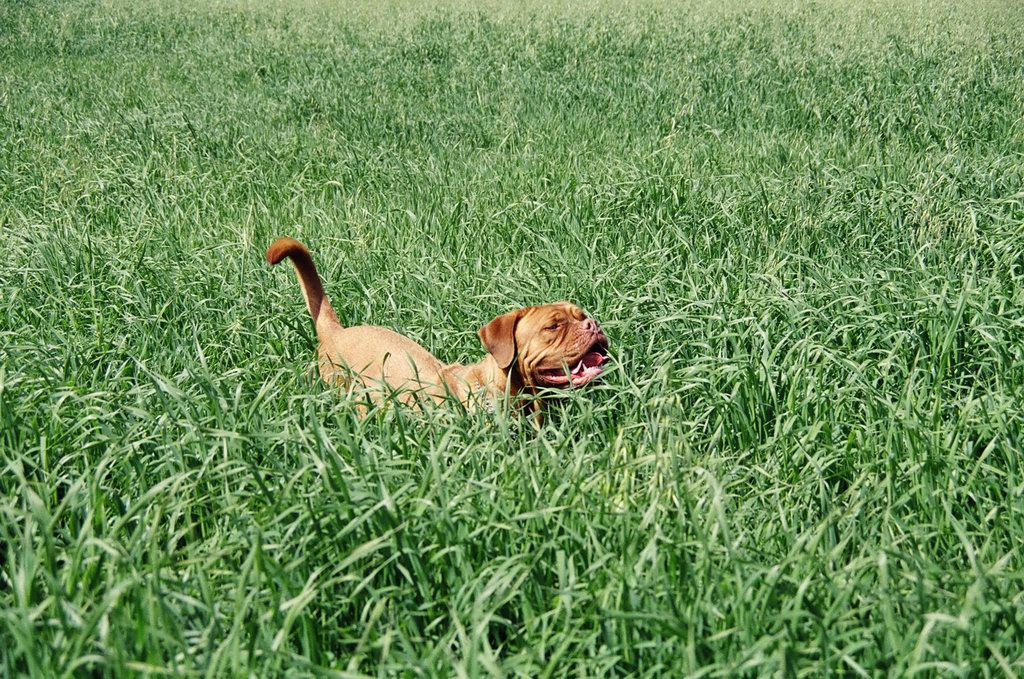
Dog de Bordeus al camp

El seu aspecte general dona idea de gran força i potència. El cap és voluminos i té una sèrie de plecs bastants marcats. El dog de Bordeus té el cap curt i ampla, el musell és curt i potent, la seva dentadura molt forta (lleugerament prògnata). Llavi abundant amb la mandíbula inferior avançada. El musell és puntegut o llarg. Els ulls bastant distanciats entre si, són ovalats i de color avellana o foscos. Les orelles pèndules són molt grans amb la inserció bastant alta. Coll curt i amb papada.
De llom recte i ample, recollit per un pit fort i profund, de ventre ben aixecat. El tronc té un tòrax ampli i ben arrodonit, les extremitats són molt musculoses. Cua forta a la base i afilada, és portada pèndula. Pelatge: curt, llis i fi. Color: caoba, comú o gris. És considerat important que el seu caminar sigui molt elàstic i posi majestuosament en evidència la seva gran potència.

## Salut
L'esperança de vida del Dog encara és més curta que fins i tot les races de mida comparable o més gran. Segons dades recollides per la Dogue De Bordeaux Society of America, la vida mitjana de la raça és de 5 a 6 anys. Estudis portats a terme al Regne Unit va mostrar xifres similars. Els problemes cardiològics també son una constant en aquesta raça.

## Descripció de la raça
És tranquil i equilibrat, molt apegat al seu amo i la seva família, estima, reservat amb els estranys i neutre amb ells quan està el seu amo, a qui li mostra el seu afecte i fidelitat. Manso i pacient amb els nens, als quals vol i protegeix. Detesta la solitud i la inacció i mai es mostra espontàniament agressiu.

## Origen
El seu origen es remunta a l'època dels celtes que l'usaven per guardar tresors i per a la caça major. A l'edat mitjana es coneixien dues classes d'aquest gos: un el "gos carnisser" i l'altre el "gos turc", entrenats per a la lluita amb ossos, toros i altres gossos. Més tard se'l va utilitzar com a guarda de la casa i castells. A Bordeus, a finals del segle xix, es creia que la raça havia desaparegut, tornant-se a desenvolupar actualment. És un excel·lent gos casolà, per la granja i la família, guardant molt bé al seu amo i propietats.
A França del sud durant el segle xiv, era conegut, a la regió al voltant de Bordeus. Per això, la ciutat va donar el seu nom a aquest gran gos. La raça es va exhibir per primera vegada a França l'any 1863 i després va guanyar popularitat no només al seu país d'origen sinó a altres parts del món. El primer registre del Dogue de Bordeaux al Regne Unit es pot veure a la Kennel Club Gazette l'any 1897. La raça va ser reconeguda oficialment pel Kennel Club (Regne Unit) l'any 1997, però no va ser fins al 2001 que el Kennel Club (Regne Unit) va acceptar un estàndard de raça provisional. Un tipus de raça uniforme del gos Bordeus no existia abans d'aproximadament 1920.